# Vía Colectora El Triunfo-Alausí
La Vía Colectora El Triunfo-Alausí (E47) es una vía secundaria  ubicada en las Provincias de Guayas, Cañar, y Chimborazo. 
Esta colectora, de trazado suroccidental-nororiental, nace en la Transversal Austral (E40) en la localidad de El Triunfo en la Provincia de Guayas.  Al Este de El Triunfo, la Vía Colectora El Triunfo-Alausí (E47) conecta con la Vía Colectora La Unión-T del Triunfo (E487) con sentido uniderecional hacia la ciudad de General Elizalde (Bucay) al nororiente. La confluencia con la Vía Colectora La Unión-T del Triunfo (E487) ocurre a medio camino entre El Triunfo y la frontera interprovincial Guayas/Cañar.
El recorrido de la colectora por la Provincia de Cañar es corto pero accidentado pues la vía se adientra a la Cordillera Occidental de los Andes a través del cañón del Río Chanchán hasta llegar al límite interprovincial Cañar/Chimborazo.
Una vez en la Provincia de Chimborazo, la vía continua bordeando al cauce del Río Chanchán pasando por la localidad de Huigra.  Luego de Huigra, la carretera sigue su recorrido por la cordillera hasta llegar a la Hoya del Chanchán en el valle interandino.  Una vez en esta hoya, la colectora termina su recorrido en la Troncal de la Sierra (E45) en la localidad de Alausí a 2360 metros sobre el nivel del mar. 

## Localidades destacadas
De oeste a este:
- El Triunfo, Guayas
- Huigra, Chimborazo
- Alausí, Chimborazo

- Datos: Q1922909